# Djupvikbrekka
Djupvikbrekka ist ein Gletscherhang an der Prinz-Harald-Küste im ostantarktischen Königin-Maud-Land. Er liegt südlich der Djupvika.
Wissenschaftler des Norwegischen Polarinstituts benannten es 1946 in Anlehnung an die Benennung der angrenzenden Bucht.